# Sverige vid världsmästerskapen i friidrott 2023
Sverige tävlade vid världsmästerskapen i friidrott 2023 i Budapest i Ungern mellan den 19 och 27 augusti 2023. 

## Medaljörer
| Medalj | Namn              | Gren                        | Datum      |
| ------ | ----------------- | --------------------------- | ---------- |
| Guld   | Daniel Ståhl      | Herrarnas diskus            | 21 augusti |
| Guld   | Armand Duplantis  | Herrarnas stavhopp          | 26 augusti |
| Silver | Perseus Karlström | Herrarnas 20 kilometer gång | 19 augusti |

## Resultat
Sveriges trupp bestod av 32 idrottare.

### Herrar
Gång- och löpgrenar
| Idrottare         | Gren               | Försöksheat  | Försöksheat | Semifinal        | Semifinal        | Final            | Final            |
| Idrottare         | Gren               | Resultat     | Placering   | Resultat         | Placering        | Resultat         | Placering        |
| ----------------- | ------------------ | ------------ | ----------- | ---------------- | ---------------- | ---------------- | ---------------- |
| Henrik Larsson    | 100 meter          | 10,16        | 3 Q         | 10,20            | 6                | Gick inte vidare | Gick inte vidare |
| Carl Bengtström   | 400 meter          | 0DSQ0        | 0DSQ0       | Gick inte vidare | Gick inte vidare | Gick inte vidare | Gick inte vidare |
| Andreas Kramer    | 800 meter          | 1.45,42      | 2 Q         | 1.44,57 0SB0     | 6                | Gick inte vidare | Gick inte vidare |
| Emil Danielsson   | 1 500 meter        | 3.57,70      | 15 qR       | 3.34,16 0PB0     | 12               | Gick inte vidare | Gick inte vidare |
| Andreas Almgren   | 5 000 meter        | 13.36,57     | 20          | —                | —                | Gick inte vidare | Gick inte vidare |
| Emil Danielsson   | 5 000 meter        | 13.54,35     | 36          | —                | —                | Gick inte vidare | Gick inte vidare |
| Joel Bengtsson    | 110 meter häck     | 13,68        | 6           | Gick inte vidare | Gick inte vidare | Gick inte vidare | Gick inte vidare |
| Max Hrelja        | 110 meter häck     | 13,42 0PB0   | 4 Q         | 13,60            | 6                | Gick inte vidare | Gick inte vidare |
| Emil Blomberg     | 3 000 meter hinder | 8.42,33      | 12          | —                | —                | Gick inte vidare | Gick inte vidare |
| Vidar Johansson   | 3 000 meter hinder | 8.27,21      | 9           | —                | —                | Gick inte vidare | Gick inte vidare |
| Simon Sundström   | 3 000 meter hinder | 8.20,10 0PB0 | 5 Q         | —                | —                | 8.27,68          | 15               |
| Perseus Karlström | 20 kilometer gång  | —            | —           | —                | —                | 1:17.39 0NR0     | 2                |
| Perseus Karlström | 35 kilometer gång  | —            | —           | —                | —                | 2:27.03 0SB0     | 8                |

Teknikgrenar
| Idrottare        | Gren          | Kval    | Kval      | Final            | Final            |
| Idrottare        | Gren          | Distans | Placering | Distans          | Placering        |
| ---------------- | ------------- | ------- | --------- | ---------------- | ---------------- |
| Armand Duplantis | Stavhopp      | 5,75    | 1 q       | 6,10             | 1                |
| Thobias Montler  | Längdhopp     | 8,03    | 11 q      | 8,00             | 6                |
| Simon Pettersson | Diskus        | 62,53   | 21        | Gick inte vidare | Gick inte vidare |
| Daniel Ståhl     | Diskus        | 66,25   | 1 q       | 71,46 0MR0       | 1                |
| Ragnar Carlsson  | Släggkastning | 72,02   | 24        | Gick inte vidare | Gick inte vidare |
| Jakob Samuelsson | Spjutkastning | 75,50   | 26        | Gick inte vidare | Gick inte vidare |

Mångkamp – Tiokamp
| Idrottare      | Gren     | 100 m | Längd     | Kula  | Höjd | 400 m      | 110 m häck | Diskus | Stav | Spjut | 1 500 m | Totalt | Placering |
| -------------- | -------- | ----- | --------- | ----- | ---- | ---------- | ---------- | ------ | ---- | ----- | ------- | ------ | --------- |
| Marcus Nilsson | Resultat | 11,43 | 7,00 0SB0 | 14,49 | 1,93 | 51,36 0SB0 | 15,06 0SB0 | 45,04  | NM   | 0DNS0 | —       | 0DNF0  | 0DNF0     |
| Marcus Nilsson | Poäng    | 677   | 814       | 758   | 740  | 780        | 842        | 768    | —    | —     | —       | 0DNF0  | 0DNF0     |

### Damer
Gång- och löpgrenar
| Idrottare        | Gren           | Försöksheat  | Försöksheat | Semifinal        | Semifinal        | Final            | Final            |
| Idrottare        | Gren           | Resultat     | Placering   | Resultat         | Placering        | Resultat         | Placering        |
| ---------------- | -------------- | ------------ | ----------- | ---------------- | ---------------- | ---------------- | ---------------- |
| Julia Henriksson | 200 meter      | 23,55        | 6           | Gick inte vidare | Gick inte vidare | Gick inte vidare | Gick inte vidare |
| Hanna Hermansson | 1 500 meter    | 4.06,42 0SB0 | 10          | Gick inte vidare | Gick inte vidare | Gick inte vidare | Gick inte vidare |
| Sarah Lahti      | 5 000 meter    | 0DNS0        | 0DNS0       | —                | —                | Gick inte vidare | Gick inte vidare |
| Sarah Lahti      | 10 000 meter   | —            | —           | —                | —                | 33.09,22 0SB0    | 18               |
| Moa Granat       | 400 meter häck | 56,61        | 7           | Gick inte vidare | Gick inte vidare | Gick inte vidare | Gick inte vidare |

Teknikgrenar
| Idrottare            | Gren          | Kval       | Kval      | Final            | Final            |
| Idrottare            | Gren          | Distans    | Placering | Distans          | Placering        |
| -------------------- | ------------- | ---------- | --------- | ---------------- | ---------------- |
| Michaela Meijer      | Stavhopp      | 4,50       | 17        | Gick inte vidare | Gick inte vidare |
| Maja Åskag           | Längdhopp     | 6,47       | 20        | Gick inte vidare | Gick inte vidare |
| Tilde Johansson      | Längdhopp     | 5,99       | 34        | Gick inte vidare | Gick inte vidare |
| Khaddi Sagnia        | Längdhopp     | 6,35       | 28        | Gick inte vidare | Gick inte vidare |
| Maja Åskag           | Tresteg       | 13,98      | 16        | Gick inte vidare | Gick inte vidare |
| Axelina Johansson    | Kulstötning   | 18,57      | 13        | Gick inte vidare | Gick inte vidare |
| Sara Lennman         | Kulstötning   | 18,05      | 18        | Gick inte vidare | Gick inte vidare |
| Fanny Roos           | Kulstötning   | 18,41      | 14        | Gick inte vidare | Gick inte vidare |
| Vanessa Kamga        | Diskus        | 60,02 0SB0 | 13        | Gick inte vidare | Gick inte vidare |
| Caisa-Marie Lindfors | Diskus        | 54,54      | 31        | Gick inte vidare | Gick inte vidare |
| Grete Ahlberg        | Släggkastning | 69,05      | 22        | Gick inte vidare | Gick inte vidare |